# 艾哈迈德·沙拉比
艾哈迈德·沙拉比（英語：Ahmad Chalabi，阿拉伯语：‎；1944年10月30日—2015年11月3日），伊拉克政治家，出生於巴格達什葉派家庭，留學美國，在約旦開設一家銀行，在有爭議的情況下倒閉。
伊拉克国民大会创始人和伊拉克临时管理委员会主席（伊拉克第37任总理）。2005年4月至2005年5月和2005年12月至2006年1月担任伊拉克临时石油部长，并于2005年5月至2006年5月担任伊拉克副总理。在2005年12月的选举中，沙拉比未能赢得议会席位。新伊拉克内阁于2006年5月宣布，他没有得到任何职位。